# Élections municipales de 2017 à Lévis
Les élections municipales de 2017 à Lévis se déroulent le 5 novembre 2017.

## Résultats[1]

### Mairie
- Maire sortant : Gilles Lehouillier

| Parti                             | Parti                             | Candidats                         | Voix    | %     |
| --------------------------------- | --------------------------------- | --------------------------------- | ------- | ----- |
|                                   | Lévis Force 10                    | Gilles Lehouillier                | 36 915  | 92,16 |
|                                   | Indépendant                       | André Voyer                       | 3 139   | 7,84  |
| Votes valides                     | Votes valides                     | Votes valides                     | 40 054  | 98,09 |
| Bulletins rejetés                 | Bulletins rejetés                 | Bulletins rejetés                 | 782     | 1,91  |
| Total                             | Total                             | Total                             | 40 836  | 100   |
| Abstention                        | Abstention                        | Abstention                        | 71 005  | 63,49 |
| Nombre d'inscrits / participation | Nombre d'inscrits / participation | Nombre d'inscrits / participation | 111 841 | 36,51 |

### Districts électoraux

#### Arrondissement Les Chutes-de-la-Chaudière-Ouest
| Candidat | Candidat                | Parti          | Voix  | %     |
| -------- | ----------------------- | -------------- | ----- | ----- |
|          | Mario Fortier (Sortant) | Lévis Force 10 | 2 540 | 85,21 |
|          | Liliane Jeffrey         | Indépendant    | 441   | 14,79 |
| Total    | Total                   | Total          | 2 981 | 100%  |

| Candidat | Candidat                 | Parti          | Voix                | %                   |
| -------- | ------------------------ | -------------- | ------------------- | ------------------- |
|          | Clement Genest (Sortant) | Lévis Force 10 | Élu sans opposition | Élu sans opposition |

| Candidat | Candidat        | Parti           | Voix  | %     |
| -------- | --------------- | --------------- | ----- | ----- |
|          | Isabelle Demers | Lévis Force 10  | 2 843 | 86,57 |
|          | Eric Lambert    | Renouveau Lévis | 441   | 13,43 |
| Total    | Total           | Total           | 3 284 | 100%  |

| Candidat | Candidat                    | Parti          | Voix                | %                   |
| -------- | --------------------------- | -------------- | ------------------- | ------------------- |
|          | Réjean Lamontagne (Sortant) | Lévis Force 10 | Élu sans opposition | Élu sans opposition |

#### Arrondissement Les Chutes-de-la-Chaudière-Est
| Candidat | Candidat         | Parti           | Voix  | %     |
| -------- | ---------------- | --------------- | ----- | ----- |
|          | Karine Lavertu   | Lévis Force 10  | 2 523 | 84,72 |
|          | Maryse Labranche | Renouveau Lévis | 455   | 15,28 |
| Total    | Total            | Total           | 2 978 | 100%  |

| Candidat | Candidat                | Parti          | Voix                | %                   |
| -------- | ----------------------- | -------------- | ------------------- | ------------------- |
|          | Michel Turner (Sortant) | Lévis Force 10 | Élu sans opposition | Élu sans opposition |

| Candidat | Candidat               | Parti          | Voix                | %                   |
| -------- | ---------------------- | -------------- | ------------------- | ------------------- |
|          | Guy Dumoulin (Sortant) | Lévis Force 10 | Élu sans opposition | Élu sans opposition |

| Candidat | Candidat        | Parti          | Voix                 | %                    |
| -------- | --------------- | -------------- | -------------------- | -------------------- |
|          | Karine Laflamme | Lévis Force 10 | Élue sans opposition | Élue sans opposition |

| Candidat | Candidat                       | Parti          | Voix                 | %                    |
| -------- | ------------------------------ | -------------- | -------------------- | -------------------- |
|          | Brigitte Duchesneau (Sortante) | Lévis Force 10 | Élue sans opposition | Élue sans opposition |

#### Arrondissement Desjardins
| Candidat | Candidat     | Parti          | Voix                | %                   |
| -------- | ------------ | -------------- | ------------------- | ------------------- |
|          | Steve Dorval | Lévis Force 10 | Élu sans opposition | Élu sans opposition |

| Candidat | Candidat             | Parti          | Voix                | %                   |
| -------- | -------------------- | -------------- | ------------------- | ------------------- |
|          | Serge Côté (Sortant) | Lévis Force 10 | Élu sans opposition | Élu sans opposition |

| Candidat | Candidat                    | Parti           | Voix  | %     |
| -------- | --------------------------- | --------------- | ----- | ----- |
|          | Janet Jones (Sortante)      | Lévis Force 10  | 2 476 | 82,78 |
|          | Sébastien Bouchard-Théberge | Renouveau Lévis | 515   | 17,22 |
| Total    | Total                       | Total           | 2 991 | 100%  |

| Candidat | Candidat       | Parti           | Voix  | %     |
| -------- | -------------- | --------------- | ----- | ----- |
|          | Amélie Landry  | Lévis Force 10  | 1 970 | 69,69 |
|          | Raphaël Samson | Indépendant     | 742   | 26,25 |
|          | Guy Roy        | Renouveau Lévis | 115   | 4,07  |
| Total    | Total          | Total           | 2 827 | 100%  |

| Candidat | Candidat                 | Parti          | Voix                 | %                    |
| -------- | ------------------------ | -------------- | -------------------- | -------------------- |
|          | Fleur Paradis (Sortante) | Lévis Force 10 | Élue sans opposition | Élue sans opposition |

| Candidat | Candidat               | Parti          | Voix                 | %                    |
| -------- | ---------------------- | -------------- | -------------------- | -------------------- |
|          | Ann Jeffrey (Sortante) | Lévis Force 10 | Élue sans opposition | Élue sans opposition |